# Microsoft Flight
Microsoft Flight é o título de um novo simulador de voo da Microsoft anunciado em agosto de 2010, com a intenção de continuar a franquia Microsoft Flight Simulator que existiu por mais de 28 anos.

## Lançamento
Lançado no dia 29 de Fevereiro de 2012,o Microsoft Flight foi criado com a tendência de uma "nova perspectiva de simulação", embora o simulador seja gratuito, sua versão é limitada a somente uma ilha e duas aeronaves, para conseguir mais ilhas e novas aeronaves é necessário fazer uma compra pela Games for Windows - LIVE com sua moeda corrente, com um aspecto bem dinâmico o game ficou muito mais leve, sendo suportado por computadores com poder gráfico bem menor que na sua última versão(Flight Simulator X), inicialmente é possível fazer algumas missões primárias para fazer um breve reconhecimento e adaptação com os comandos no game, além das missões secundárias, ele apresenta alguns desafios e trabalhos extras, como transporte de passageiros ou carga, mas da mesma forma algumas missões estão limitadas devido ao conteúdo extra que é necessário adquirir.
O modo Multiplayer foi bem modificado, associado com a sua conta na LIVE é possível facilmente
criar uma sala e alterar alguns detalhes, como o clima por exemplo, é possível convidar amigos
para entrar na sua sala, ou se quiser voar sozinho é possível criar uma sala privada.
O site oficial do jogo vinha desde 2011 sendo atualizado com novas imagens e vídeos acerca do mesmo, que foi lançado no dia 29 de fevereiro de 2012.